# Красная заря (футбольный клуб)
«Красная заря» — советский футбольный клуб из Ленинграда.

## История
Основан в 1922 году. До 1930 года выступал в районных соревнованиях Ленинграда, с 1931 по 1935 — в городских соревнованиях. В 1936 году стартовал в чемпионате СССР. В 1938—1939 годах выступал под названием «Электрик».
После окончания сезона 1940 года в рамках административных преобразований профсоюзных команд было принято решение по созданию пяти сборных команд профсоюзов. Команда «Красная заря» была расформирована, лучшие игроки «Красной зари» и «Авангарда» перешли в фактически ставшую представлять собой сборную профсоюзов Ленинграда команду «Зенит».
В финале Кубка Ленинграда 1947 года играла команда «Красная заря».

## Названия
- 1922—1937 — «Красная заря»
- 1938—1939 — «Электрик»
- 1940 — «Красная заря»

## Достижения
- Чемпион Ленинграда (3): 1932, 1934, 1939
- Чемпион первой лиги : 1940
- Финалист Кубка СССР: 1938

## Результаты выступлений
| Год          | Соревнование | Место | И  | В  | Н | П  | М     | Тренер | Примечания |
| ------------ | ------------ | ----- | -- | -- | - | -- | ----- | ------ | --- |
| 1936 (весна) | Группа «А»   | 7     | 6  | 1  | 1 | 4  | 8-21  |        | |
| 1936 (осень) | Группа «А»   | 5     | 7  | 3  | 0 | 4  | 13-18 |        | |
| 1937         | Группа «А»   | 8     | 16 | 4  | 4 | 8  | 17-31 |        | |
| 1938         | Группа «А»   | 13    | 25 | 8  | 8 | 9  | 42-44 |        | |
| 1939         | Группа «А»   | 13    | 26 | 6  | 5 | 15 | 32-49 |        | Вылетел в Группу «Б» |
| 1940         | Группа «Б»   | 1     | 26 | 15 | 5 | 6  | 54-36 |        | Клуб завоевал право перейти в группу «А», но вместе с «Авангардом» команда была расформирована — лучшие игроки перешли в «Зенит» |

Примечание. Вторая группа и класс «Б» — второй уровень команд мастеров, класс «А» — первый (высший).